# Гало Пласа
Гало Лінкольн Пласа Лассо де ла Вега (17 лютого 1906 — 28 січня 1987) — еквадорський політичний і державний діяч, президент країни з 1948 до 1952 року, генеральний секретар Організації Американських Держав з 1968 до 1975 року.

## Життєпис
Народився у Нью-Йорку під час вигнання його батька, генерала та колишнього президента Леонідаса Пласи. Вивчав сільське господарство у Меріленді, економіку — у Каліфорнії, а також дипломатію у Джорджтауні.

### Кар'єра
1938 року Пласа отримав пост міністра оборони. 1944 став послом Еквадору у США. 1948 року очолив державу.

#### Президентство
Відрізнявся від своїх попередників на посту президента тим, що народився й отримав освіту у Сполучених Штатах. Його зв'язки зі США посилились ще більше за часів його роботи послом у Вашингтоні за президентства Карлоса Альберто Арройо дель Ріо. Такі факти біографії Пласи стали його «слабкими місцями» й надали привід для звинувачень з боку Веласко Ібарри у «прислуговуванні американському імперіалізму».
Гало Пласа привніс до еквадорського уряду технократичні акценти. Він залучив багатьох закордонних експертів до економічного розвитку країни, а також до реформування уряду. Утім, жодна з запропонованих реформ реалізована не була. Тим не менше, економіка країни зазнала значних поліпшень, нарешті були уповільнені темпи інфляції, вперше за багато років було збалансовано державний бюджет і зарубіжні валютні рахунки. Такі досягнення ще більше вирізнялись на тлі потужних землетрусів, зсувів та повеней, яких зазнав Еквадор 1949 та 1950 років.
На посту президента йому вдалось надати поштовх для розвитку сільськогосподарського експорту, що гарантувало відносну економічну стабільність. 1952 року Пласа вийшов у відставку, а 1960 року програв вибори Хосе Марії Веласко Ібаррі.

### Подальша кар'єра
Після виходу у відставку займав багато дипломатичних посад в ООН. Був посередником у розв'язанні конфліктів у Лівані (1958), Конго (1960) та Кіпрі (1964—1965). 1968 став генеральним секретарем Організації Американських Держав.

### Смерть
Гало Пласа помер від серцевого нападу 28 січня 1987 року у лікарні в Кіто.